# Flindersia laevicarpa
Espèce
Synonymes
- Flindersia laevicarpa var. heterophylla (Merr. & L.M.Perry) T.G.Hartley[1]

Statut de conservation UICN

 VU C1+2a : Vulnérable
Flindersia laevicarpa est une espèce de plantes de la famille des Rutaceae.

## Liste des variétés
Selon Catalogue of Life (10 avril 2019) :
- variété Flindersia laevicarpa var. heterophylla (Merr. & Perry) T. G. Hartley

Selon The Plant List (10 avril 2019) :
- variété Flindersia laevicarpa var. heterophylla (Merr. & L.M.Perry) T.G.Hartley

Selon Tropicos (10 avril 2019) :
- variété Flindersia laevicarpa var. heterophylla (Merr. & L.M. Perry) T.G. Hartley

## Publication originale
- Bull. Dept. Agric. Queensland 22: 8. 1920.